# Bundesstraße 294
Pour les articles homonymes, voir Route 294.
La Bundesstraße 294 est une Bundesstraße du Land de Bade-Wurtemberg.

## Géographie
La Bundesstraße 294 mène de Bretten dans le Kraichgau via Pforzheim, les vallées de l'Enz et de la Kleine Enz à travers le nord de la Forêt-Noire jusqu'à Freudenstadt et plus loin par les vallées de la Kinzig et de l'Elz jusqu'à Fribourg-en-Brisgau. La route passe à des altitudes comprises entre 200 et 800 m d'altitude.
La route se confond sur environ 25 kilomètres avec la B 462 entre Freudenstadt et Schiltach, sur environ six kilomètres avec la B 33 entre Haslach im Kinzigtal et Hausach. La B 294 entre Waldkirch et Fribourg est construite comme une autoroute et est signalée comme une voie rapide. Au nord de Fribourg, elle coïncide brièvement avec la B 3 et se termine comme une ligne d'alimentation vers l'A 5 quelques kilomètres plus tard à la jonction Fribourg-Nord.
Sur le parcours, on trouve des sites tels que la verrerie de Wolfach et la vieille ville avec son château, la vieille ville à colombages de Schiltach, le musée du costume traditionnel de la ville à colombages de Haslach, le musée de la vallée de l'Elz à Waldkirch, avec de courts détours vers le musée de plein air Vogtsbauernhof à Gutach (Schwarzwaldbahn) et les cascades de Triberg.

## Histoire
La route de Bretten à Pforzheim devient une chaussée entre 1768 et 1769. En 1771, la route de Pforzheim à Neuenbürg devient une chaussée.
Le répertoire des routes rurales du pays de Bade du 1er juillet 1901 divise la B 294 actuelle en deux sections différentes :
- La badische Staatsstraße Nr. 16 entre Bretten et Pforzheim est déclassée en Kreisstraße.
- La badische Staatsstraße Nr. 138 de Pforzheim à Wildbad se terminait après 1,7 km à la frontière du Bade-Wurtemberg.

La réunion de ces sections devient la Reichsstraße 294 vers 1937.
En 1985, le contournement est de Freudenstadt et le contournement de Waldkirch traversant le tunnel de la Hugenwald ouvrent.
Dans les années 1990, les trois villages de Hausach, Schiltach et Wolfach dans la vallée de la Kinzig sont soulagés par la construction de contournements, chacun traversant un ou deux tunnels. En 1991, le tunnel du Schlossberg de 830 m de long et le tunnel du Kirchberg de 1 840 m de long ont été ouverts pour contourner la ville de Schiltach, et en 1993 le tunnel du Reutherberg de 1 256 m de long pour contourner la ville de Wolfach. Alors que les deux tunnels autour de Schiltach allongent le parcours d'un kilomètre par rapport au passage en ville, le tunnel près de Wolfach le raccourcit d'environ 700 m. En 1995, le tunnel de Sommerberg de 1 085 m de long est finalement ouvert pour contourner la ville de Hausach.
La route de passage d'Elzach est remplacée par une nouvelle rocade de 1,5 km de long entre 2009 et 2012. L'inauguration a lieu le 9 octobre 2012. Le trajet coûte environ 13,6 millions d'euros.

## Source
- (de) Cet article est partiellement ou en totalité issu de l’article de Wikipédia en allemand intitulé « Bundesstraße 294 » (voir la liste des auteurs).

1. ↑  (de) « Die Bundes- und Reichsstraßen in Deutschland - Nr. 166 bis 327 » [archive du 18 février 2009], sur home.arcor.de (consulté le 16 juillet 2025)